# État de Rajpipla
Pour la ville, voir Rajpipla.

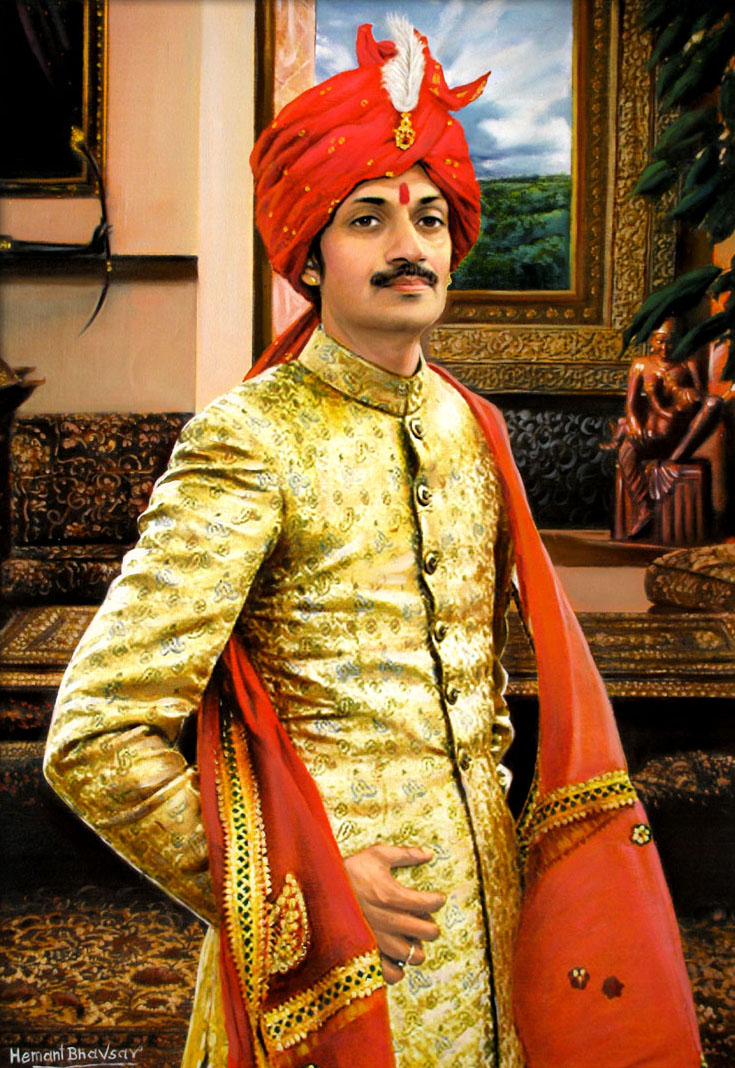
Portrait de Manvendra Singh Gohil, prince héritier du Rajpipla

Le Râjpîpla était un État princier des Indes, dirigé par des souverains qui portèrent le titre de « maharana » puis de « maharadjah » (que seul le dernier souverain régnant porta). Créée vers 1340, cette principauté subsista jusqu'en 1948 puis fut intégrée à l'État du Goujerat. Son ancienne capitale Rajpipla est maintenant le chef-lieu du District de Narmada.

## Liste des souverains de Râjpîpla de 16.. à 1948
- 16.. –1705 Chatrasalji ( +1705)
- 1705 –1715 Mota Verisalji I ( +1715)
- 1715 -1730 Jitsinhji ( +1730)
- 1730 -1754 Gomalsinghji Jitsinhji ( +1754)
- 1754 (6 mois)   Dalilsinhji (usurpateur)
- 1754 -1764 Pratapsinhji ( +1764)
- 1764 -1786 Raisinhji (+1786)
- 1786-1803 Ajabsinhji (1750-1803)
- 1803-1810 Ramsinhji (+1810)
- 1810-1815 Pratapsinhji
- 1810-1821 Naharsinhji, règne conjointement avec Pratapsinhji puis seul
- 1821-1860 Verisalji II (1808-1868)
- 1860-1897 Gambhirsinhji (1846-1897)
- 1897-1915 Chhatarsinhji (1862-1915)
- 1915-1948 Vijayasinhji (en) (1890-1951)